# Секретное вторжение (сериал)
«Секре́тное вторже́ние» (англ. Secret Invasion) — американский мини-сериал, созданный Кайлом Брэдстритом для стриминг-сервиса Disney+ и основанный на одноимённой сюжетной линии комиксов Marvel. Девятый сериал медиафраншизы «Кинематографическая вселенная Marvel» (КВМ), разработанный Marvel Studios и связанный с её фильмами. Сюжет рассказывает о том, как Ник Фьюри и его союзники пытаются остановить вторжение скруллов на Земле. Кайл Брэдстрит выступил главным сценаристом, а Али Селим — режиссёром.
Сэмюэл Л. Джексон и Бен Мендельсон вернулись к ролям Ника Фьюри и Талоса из фильмов КВМ, соответственно. В проекте также сыграли Кингсли Бен-Адир, Киллиан Скотт, Сэмюэл Адевунми, Дермот Малруни, Ричард Дормер, Эмилия Кларк, Оливия Колман, Дон Чидл, Шарлейн Вудард, Кристофер Макдональд и Кэти Финнеран. Разработка сериала началась в сентябре 2020 года, тогда же стало известно об участии Брэдстрита и Джексона. В декабре 2020 года было анонсировано название проекта, синопсис и участие Мендельсона. В марте и апреле 2021 года пополнился актёрский состав сериала, а в мае пост режиссёра занял Селим. Съёмки стартовали в сентябре 2021 года в Лондоне и завершились в конце апреля 2022 года. Дополнительные съёмки прошли в Уэст-Йоркшире и Ливерпуле.
Сериал «Секретное вторжение» транслировался с 21 июня по 26 июля 2023 года и состоит из шести эпизодов. Является первым сериалом Пятой фазы КВМ. Проект получил смешанные отзывы, в которых хвалилась игра Джексона, но критиковались сценарий, темп повествования и визуальные эффекты.

## Сюжет
Ник Фьюри и Талос, инопланетянин-метаморф расы скруллов, пытаются раскрыть заговор группировки скруллов, возглавляемой Гравиком и планирующей захватить власть на Земле путём притворства различными людьми по всему миру.

## Актёрский состав
- Сэмюэл Л. Джексон — Ник Фьюри:
Бывший директор организации «Щ.И.Т.», работающий вместе со скруллами в глубоком космосе и возвращающийся на Землю по прошествии многих лет[4][5]. Фьюри так много времени провёл в космосе в частности потому, что он «состарился» и не определился «со своим местом в мире» после смерти его коллег в фильме «Мстители: Финал» (2019)[2]. Джексон рассказал, что сериал позволит глубже погрузиться в прошлое и будущее Фьюри и «исследовать что-то другое, кроме задиристости самого Ника Фьюри»[6], а также «узнать, кем он был, и углубиться в то, насколько велики потери в его личной жизни, связанные с его работой». Он добавил, что «Секретное вторжение» позволяет ему «кое-что понять и отработать» в отношении Фьюри, чего Джексон не мог сделать ранее[7]. Исполнительный продюсер Джонатан Шварц добавил, что «его снова начнут преследовать грехи прошлого», что означает, что всё, что ему приходилось делать для спасения Земли, имеет свои последствия[2].
- Бен Мендельсон — Талос: Бывший лидер фракции скруллов и союзник Фьюри[8]. Мендельсон отметил, что с момента последнего появления Талоса в фильме «Капитан Марвел» (2019) он, как и Фьюри, «сбился с пути» и «движется против него»[9].
- Кингсли Бен-Адир — Гравик:
Лидер мятежной группировки скруллов, вырвавшейся из-под контроля Талоса, считающий, что лучший способ помочь своему народу — это проникнуть в жизнь землян и добыть необходимые ресурсы. Он организовывает операцию на выведенной из эксплуатации радиоактивной местности в России[2] и испытывает неприязнь к большинству работающих на него скруллов, считая их идиотами. Бен-Адир работал над достижением необходимого уровня гнева в каждой сцене, считая, что Гравик «никому не верит и всех ненавидит», но понимает, что нужен другим скруллам[10]. Описывая персонажа, режиссёр Али Селим заявил, что Гравик не террорист и даже не «очередной плохой парень с бомбой», добавив, что сериал раскроет причину его недовольства[11]. Лукас Персод сыграл Гравика в детстве[12].
- Киллиан Скотт — Пейгон: Скрулл-мятежник, правая рука Гравика. Бен-Адир заявил, что Гравик видит в Пейгоне амбицию и желание быть лидером, как он, однако «ему для этого не хватает яиц»[10].
- Сэмюэл Адевунми  — Бито: Скрулл-мятежник, новобранец[13].
- Дермот Малруни — Ритсон: Президент США[14].
- Ричард Дормер — Прескод: Бывший агент «Щ.И.Т.», раскрывший заговор скруллов[13][15].
- Эмилия Кларк — Г’айа:
Дочь Талоса. Кларк описала Г’айю как «шпану», добавив, что образ жизни «ребёнка-беженца» лишь «закалил её». Она испытывает негодование по отношению к Фьюри, который не выполнил обещание найти новый дом для скруллов[2]. Кларк и Мендельсон вместе стремились «заполнить множество пробелов» в предыстории Г’айи и Талоса, и Кларк верила, что у Г’айи было «воспитание, регламентированное тренировками», так как скруллы являются воюющим видом, что привело её к «свирепой потребности в собственной независимости»[9]. Ранее в «Капитане Марвел» эту роль исполнили сёстры Оден Л. Офулс и Гарриет Л. Офулс[16].
- Оливия Колман — Соня Фолсворт:
Специальный агент MI6 и давняя союзница Фьюри, стремящаяся защитить интересы национальной безопасности Англии в период вторжения[2][17]. Шварц описал её как «более враждебную персону» и заявил, что в зависимости от того, какую цель она преследует, она может работать как заодно с Фьюри, так и против него[2]. Джексон назвал персонажей «заклятыми друзьями[англ.]» и добавил, что выступление Колман в роли Фолсворт изменило её динамику с Фьюри, поскольку она играла скорее «комфортного и размытого» персонажа, чем противоречивого, и это позволило актёрам «работать вместе в гармонии более приятной по отношению к сюжету и предыстории героев, чем когда-либо»[18].
- Дон Чидл — Раава / Джеймс «Роуди» Роудс:
Женщина-скрулл, притворяющаяся Роудсом (офицером ВВС США и Мстителем, который управляет бронёй Воителя), послом и советником президента Ритсона[19][20]. Ниша Алия сыграла Рааву в обличье скрулла[20]. По словам Джексона, Роуди в сериале — «политическое животное и не тот, у кого есть особый костюм», так как Роудс выступает «правой рукой» Президента; это вынуждает его «принимать множество решений — иногда хороших, иногда плохих»[2], а Чидл добавил, что Роудс стал «более враждебным», чем раньше, и теперь разрывается между своей «сущностью человека в погонах, действующего по указке», и «выходом за рамки привычного»[14]. Чидл посчитал, что в тот момент, когда Фьюри начинает подозревать, что Роудс скрулл, у них начинается «что-то типа игры в кошки-мышки», где один компрометирует другого[19].
- Шарлейн Вудард — Варра / Присцилла Фьюри: Жена Ника Фьюри, которая также является женщиной-скруллом, связанной с Гравиком[21]. Варра приняла облик доктора Присциллы Дэвис, умершей от врождённого порока сердца[22].
- Кристофер Макдональд — Крис Стернс: Скрулл, притворяющийся ведущим новостей на канале FXN, и член Совета скруллов[23][24]. Его персонаж был основан на Такере Карлсоне, ведущем с телеканала Fox News[13][24].
- Кэти Финнеран — Роза Далтон: Учёная, работающая на скруллов, изучая различные образцы ДНК в рамках программы «Урожай»[25].

Коби Смолдерс, Мартин Фримен и О.Т. Фагбенли вернулись к своим ролям соответственно Марии Хилл, Эверетта К. Росса и Рика Мейсона. В первом эпизоде выясняется, что Росса подменили скруллом, а Мария Хилл погибает. Смолдерс знала о смерти своего персонажа ещё с самого начала переговоров на предмет участия в сериале. Бен Пил сыграл скрулла Брогана, которого пытает Соня; Сита Индрани — Ширли Сагар, Кристофер Го — Джека Хёкбина, Джампьеро Джидука — Генерального секретаря НАТО Серджио Каспани, а Анна Маделей — Премьер-министра Великобритании Памелу Лоутон, все четверо являются членами Совета скруллов; Тони Карран, ранее сыгравший Бёра в фильме КВМ «Тор 2: Царство тьмы», исполнил роль Деррика Уэзерби, скрулла, внедрившегося в MI6; Джульет Стивенсон сыграла мать Марии Хилл Элизабет, а Шарлотта Бейкер и Кейт Брейтуэйт — Сорен, жену Талоса и мать Г’айи, убитую Гравиком. Бейкер сыграла Сорен в человеческом обличье, а Брейтуэйт — в образе скрулла. В фильмах «Капитан Марвел» и «Человек-паук: Вдали от дома» (2019) Сорен сыграла Шэрон Блинн. Кармен Эджого получила неназванную роль, но в итоге в сериале не появилась.

## Список серий
| № | Название                     | Режиссёр  | Автор сценария                                                      | Дата премьеры |
| --- | ---------------------------- | --------- | ------------------------------------------------------------------- | ------------- |
| 1 | «Resurrection» «Воскрешение» | Али Селим | Кайл Брэдстрит и Брайан Такер                                       | 21 июня 2023  |
| В Москве Талос преследует Эверетта К. Росса, убившего агента ЦРУ Прескода, предположившего, что расстроенные тем, что им так и не нашли новый дом, скруллы собираются развязать войну между Россией и США и захватить власть на планете. Мария Хилл прибывает на подмогу Россу, но выясняет, что это на самом деле замаскированный скрулл, и вызывает Ника Фьюри, работающего в космосе после Скачка. По возвращении на Землю Фьюри узнаёт, что Талоса выгнали из Совета скруллов, а его бывший союзник Гравик возглавляет мятежников. Фьюри похищают агенты MI6, которые отводят его к его давней знакомой, Соне Фолсворт. Он предлагает ей сотрудничество, чтобы остановить Гравика, но она отказывается. Подслушав её разговор с другим агентом MI6, Фьюри и Талос выходят на след другого мятежника, Василия Поприщина, которого Фьюри убивает после неудавшегося допроса. Талос воссоединяется со своей дочерью Г’айей, заполучившей «грязные бомбы» для мятежников. После того как Талос заявляет, что Гравик убил её мать Сорен, Г’айа рассказывает о плане мятежников устроить теракт на площади Воссоединения в День народного единства и помечает рюкзаки, в которых находятся бомбы. Однако Фьюри, Хилл и Талос слишком поздно узнают, что рюкзаки — всего лишь приманка, после чего Гравик взрывает бомбы, принимает облик Фьюри и стреляет в Хилл. Настоящему Фьюри и Талосу приходится спасаться бегством, оставляя Хилл умирать. |                              |           |                                                                     |               |
| 2 | «Promises» «Обещания»        | Али Селим | Телесценарий : Брайан Такер Сюжет : Брант Энглестайн и Брайан Такер | 28 июня 2023  |
| В 1997 году Фьюри встречает молодого Гравика и утешает его, произнося речь перед переселенцами-скруллами, обещая найти им новый дом. В наши дни, спасаясь от преследования после взрывов, Фьюри узнает от Талоса, что на Земле среди людей проживает около миллиона скруллов. Разгневанный Фьюри расстаётся с Талосом, а позже встречается с матерью Марии Хилл, Элизабет, чтобы объяснить обстоятельства её смерти. Весь мир обвиняет США в совершении теракта в Москве. Гравик встречается с членами Совета скруллов и получает поддержку со стороны большинства — в том числе от теледиктора с канала FXN Криса Стернса и Премьер-министра Великобритании Памелы Лоутон — в своём желании вести скруллов на войну с человечеством. Член Совета Ширли Сагар, которая отказывается подчиниться, тайно связывается с Талосом, который просит её организовать встречу между ним и Гравиком. В Лондоне Фьюри встречается с полковником Джеймсом Роудсом и объясняет ситуацию, однако Роудс увольняет его в запас и обвиняет в теракте и смерти Хилл. Фолсворт допрашивает пойманного её людьми скрулла Брогана, который рассказывает о том, что Гравик создаёт машину для усиления скруллов и что в этом участвует пара учёных по фамилии Далтон. Г’айа тайно узнаёт, что скруллы проводят эксперименты над различными инопланетными образцами ДНК. После этого она сопровождает Гравика в миссии по спасению Брогана. Подозревая, что он проболтался, Гравик казнит Брогана. Позже Фьюри возвращается в свой дом, где его встречает жена, скрулл Варра, принявшая облик человека и взявшая себе имя Присцилла. |                              |           |                                                                     |               |
| 3 | «Betrayed» «Преданный»       | Али Селим | Роксана Паредес и Брайан Такер                                      | 5 июля 2023   |
| Гравик рассказывает Совету скруллов о том, что собирается создать с помощью чужеродных образцов ДНК суперскруллов и что он послал своих людей в королевский военно-морской флот Великобритании с целью атаковать самолёт ООН. Затем Гравик встречается с Талосом, чтобы обсудить с ним ставки, но переговоры срываются, когда первый угрожает убить Г’айю. Г’айа втайне сообщает Талосу об атаке. Фьюри, обозлившийся на Талоса из-за того, что тот пустил на Землю такое большое число скруллов, с неохотой просит Талоса помочь остановить Гравика. Они связываются с Фолсворт и узнают имя офицера штаб-квартиры флота, командора Роберта Фербенкса. Фьюри и Талос пробираются в дом Фербенкса и допрашивают его, узнавая о том, что тот является скруллом. Он побуждает Талоса убить его. Талос связывается с Г’айей, которая заполучает авторизационный код Фербенкса, что позволяет вовремя прервать запуск ракет. Г’айа пытается сбежать, но Гравик — который подозревает её в предательстве — стреляет в неё и оставляет умирать. Тем временем Присцилла связывается с неизвестным человеком и просит соединить её с Гравиком, но получает отказ. |                              |           |                                                                     |               |
| 4 | «Beloved» «Возлюбленная»     | Али Селим | Брайан Такер                                                        | 12 июля 2023  |
| Г’айа оправляется от ранения, предварительно воспользовавшись в лаборатории устройством Гравика и усилив себя при помощи сыворотки «Экстремис». Она встречается с Талосом, который сообщает, что планирует попросить Президента США Ритсона помочь скруллам после того, как они успешно остановят повстанцев, что разочаровывает её. Присцилла встречается с Роудсом, который оказывается замаскированным скруллом, и тот поручает ей убить Фьюри. Оба они не подозревают, что Фьюри подслушивает их разговор. Позднее Фьюри разговаривает с Присциллой о её верности, но после того, как Присцилла рассказывает, что дала клятву своему человеческому двойнику никогда не причинять вреда Нику, они мирятся. Фьюри навещает фальшивого Роудса и выпивает с ним напиток, который действует как жидкий маячок. Фьюри и Талос следуют за ним, когда он отправляется за президентом Ритсоном. Гравик и повстанцы-скруллы нападают на конвой Ритсона под видом русских террористов. Фьюри и Талос с помощью британской армии извлекают потерявшего сознание Ритсона, но Талос получает ранение и в конце концов погибает от рук Гравика. Фьюри, разбитый потерей друга, уезжает вместе с Ритсоном. |                              |           |                                                                     |               |
| 5 | «Harvest» «Урожай»           | Али Селим | Майкл Бхим и Брайан Такер                                           | 19 июля 2023  |
| После неудачного нападения на Ритсона Пейгон критикует Гравика за то, что тот не убил Фьюри, и обвиняет его в обмане других скруллов. В отместку Гравик убивает его. Позднее небольшая группа скруллов пытается совершить переворот, но Гравик убивает их всех, включая Бито. Тем временем Фьюри доставляет Ритсона в больницу и встречается с Роудсом, но тот сообщает, что выложил в открытый доступ запись убийства Гравиком Марии Хилл и включил Фьюри в глобальный список наблюдения. Фьюри встречается с Г’айей, которая рассказывает, что Гравик ищет сыворотку «Урожай». Фолсворт разыскивает доктора Розу Далтон и её мужа и расспрашивает их о машине по усовершенствованию скруллов в Новом Скруллосе. Роудс показывает Ритсону фотографии Нового Скруллоса, обвиняя Россию в поддержке вторжения скруллов, и советует нанести удар по комплексу. Гравик звонит Фьюри и предлагает отменить удар, если тот лично привезёт ему «Урожай». Г’айа и Присцилла проводят похороны Талоса, а затем на них нападает группа скруллов, посланных Гравиком. Пара успешно расправляется с ними. В Финляндии Фьюри приводит Фолсворт к могиле с его именем, где хранится «Урожай» (сыворотка из ДНК героев, участвовавших в битве за Землю), и готовится к противостоянию с Гравиком. |                              |           |                                                                     |               |
| 6 | «Home» «Дом»                 | Али Селим | Кайл Брэдстрит и Брайан Такер                                       | 26 июля 2023  |
| Фьюри приходит в Новый Скруллос, где встречает Гравика, отдаёт ему сыворотку «Урожай» и просит пощадить Землю и отправиться покорять другие планеты. Гравик отказывается и заряжает в себя ДНК полученной сыворотки. Он пытается убить Фьюри с помощью своих новых способностей, но обнаруживает, что это была замаскированная Г’айа, которая получает те же способности, что и он. Они сражаются друг с другом, и Г’айа в конце концов одерживает вверх и убивает Гравика. Тем временем Раава убеждает Ритсона санкционировать ядерный удар по Новому Скруллосу, но Соня Фолсворт обманом заставляет его организовать эвакуацию Ритсона. Фолсворт и настоящий Фьюри сталкиваются с Раавой и открывают Ритсону правду. Раава пытается убить Ритсона, но Фьюри убивает его. Ритсон отменяет удар, позволяя Г’айе освободить людей, оказавшихся в ловушке под Новым Скруллосом, включая настоящих Эверетта Росса и Джеймса Роудса. После этого Ритсон издаёт новый законопроект, объявляющий все виды внеземных существ враждебными силами, и угрожает преследовать оставшихся на Земле скруллов, что приводит к беспорядкам и публичным убийствам как настоящих скруллов, так и случайных людей, ошибочно принятых за них. Фолсворт встречается с Г’айей и предлагает сотрудничество, чтобы помочь обеим расам на Земле. Фьюри просит Варру отправиться с ним на космическую станцию «С.А.Б.Л.Я.», чтобы помочь в переговорах с империей Крии. Она соглашается, и они вместе покидают Землю. |                              |           |                                                                     |               |

## Производство

### Разработка
В сентябре 2020 года стало известно, что Кайл Брэдстрит разрабатывает сериал для потокового сервиса Disney+, посвящённый персонажу Marvel Comics Нику Фьюри. В сентябре 2005 года председатель и генеральный директор Marvel Entertainment Ави Арад объявил, что Фьюри и ещё девять персонажей или команд из комиксов получат собственные сольные фильмы производства Marvel Studios, которые будут распространяться Paramount Pictures; в апреле 2006 года Эндрю У. Марлоу был нанят для написания сценария к фильму о Нике Фьюри. В апреле 2019 года, после того, как Сэмюэл Л. Джексон исполнил роль Ника Фьюри в десяти фильмах медиафраншизы «Кинематографическая вселенная Marvel» (КВМ) и в телесериале Marvel Television «Агенты „Щ.И.Т.“», Ричард Ньюби из «The Hollywood Reporter» посчитал, что персонажу пришло время получить свой собственный фильм, и назвал Фьюри «самым мощным активом КВМ, которому ещё предстоит полностью раскрыться». Сэмюэл Л. Джексон вернётся к роли, а Брэдстрит выступит в качестве главного сценариста и исполнительного продюсера.
В декабре 2020 года президент Marvel Studios Кевин Файги официально объявил о новом сериале под названием «Секретное вторжение», в котором Джексон будет исполнять одну из главных ролей вместе с Беном Мендельсоном, который вернулся к своей роли Талоса. Сериал основан на одноимённой сюжетной линии комиксов 2008—2009 годов; Файги описал его как сериал-кроссовер, который будет связан с будущими фильмами КВМ, в официальном синопсисе проект также был описан как кроссовер. Marvel Studios решила сделать «Секретное вторжение» сериалом, а не полнометражным фильмом, потому что это позволило им сделать что-то другое, чем то, что они раньше делали. В апреле 2021 года студия приступила к выбору режиссёров, а в мае было объявлено, что пост получили Томас Безуча и Али Селим, причём ожидалось, что каждый из них снимет равное количество эпизодов, либо один поставит четыре, а другой — два. Однако в итоге Селим снял весь сериал целиком, а Безуча покинул проект ещё до начала производства. Файги, Луис Д’Эспозито, Виктория Алонсо, Брэд Уиндербаум, Джонатан Шварц, Джексон, Селим, Брэдстрит и Брайан Такер выступают исполнительными продюсерами проекта. Сериал будет состоять из шести эпизодов по часу.

### Сценарий
Такер, Брант Энглестайн и Роксана Паредес стали сценаристами сериала. Файги рассказал, что с точки зрения количества персонажей или влияния на глобальные события сериал не будет в полной мере соответствовать масштабу сюжетной линии комикса. Файги отметил, что в комиксе было больше персонажей, чем в самом крупном фильме студии «Мстители: Финал» (2019). Вместо этого «Секретное вторжение» станет сценой для Джексона и Мендельсона, которая исследует элементы политической паранойи в первоисточнике с великолепными сюжетными поворотами. Съёмочная группа вдохновлялась романами о шпионаже времён Холодной войны Джона ле Карре, а также телесериалами «Родина» (2011—2020) и «Американцы» (2013—2018) и фильмом «Третий человек» (1949). Селим отметил временные переходы между шпионским нуаром и вестерном в сериале, назвав источниками вдохновения фильм «Искатели» (1956) и прочие вестерны. По словам Файги, сериал продолжит сюжет «Капитана Марвел», как и его продолжение, фильм «Капитан Марвел 2» (2023), но при этом будет отличаться от него по тону, а его действие будет происходить в КВМ наших дней. Джексон отметил, что сериал раскроет некоторые события, произошедшие между 2018 и 2023 годами внутри КВМ, во время Скачка. Коби Смолдерс описала сериал как «очень приземлённую драму», которая «сталкивается с реальными и человеческими проблемами, а также с доверием».
Обсуждая скруллов, инопланетян-метаморфов с зелёной кожей, способных принимать облик любого человека, Джексон посчитал их включение отражением «политического аспекта», в котором их способность менять форму заставляет людей задумываться, кому можно доверять и «Что происходит, когда люди боятся и не понимают других? Конкретно в данной ситуации нельзя сказать, кто виновен, а кто — нет». В первом эпизоде выясняется, что Эверетта К. Росса подменили скруллом, а в четвёртом — что Джеймса «Роуди» Роудса подменили скруллом Раавой. Файги объяснил, что решение сделать Роудса скруллом было принято потому, что создатели искали ключевого персонажа КВМ, в отношении которого зрители не ожидали бы, что он окажется скруллом, и хотели дать новый опыт от повторного просмотра предыдущих проектов КВМ с ним и мысли, был ли он уже скруллом тогда. Ещё в самом начале работы над сериалом они обратились по этому поводу к актёру Дону Чидлу, которому понравилась возможность «поиграть с различными сторонами Роуди, которые мы ещё не видели». В «Секретном вторжении» также станет известно, как долго вместо него действовал скрулл.

### Подбор актёров
В сентябре 2020 года ожидалось, что Джексон вернётся к роли Фьюри. В декабре того же года Кевин Файги подтвердил это и объявил, что вторым главным героем сериала станет Талос в исполнении Бена Мендельсона. В марте 2021 года Кингсли Бен-Адир присоединился к проекту с ролью «главного злодея», скрулла Гравика, а в апреле актёрский состав пополнили Оливия Колман с ролью Сони Фолсворт, Эмилия Кларк с ролью дочери Талоса Г’айи и Киллиан Скотт с ролью правой руки Гравика Пейгона. В мае Кристофер Макдональд получил роль теледиктора Криса Стернса, совершенно нового персонажа, отсутствующего в первоисточнике, который может появиться в будущих фильмах или сериалах КВМ. В ноябре 2021 года Кармен Эджого присоединилась к проекту, а в декабре стало известно, что Коби Смолдерс вернётся к роли Марии Хилл из фильмов КВМ. В феврале 2022 года фотографии со съёмочной площадки раскрыли, что Дон Чидл появится в роли Джеймса «Роуди» Роудса вместе с Дермотом Малруни в роли президента США Ритсона. В следующем месяце Джексон сообщил, что в сериале появится Мартин Фримен, который вернётся к своей роли Эверетта К. Росса. В сентябре 2022 года стало известно, что Шарлейн Вудард сыграла жену Фьюри Присциллу.
В марте 2023 года было объявлено, что роли в сериале получили Сэмюэл Адевунми и Кэти Финнеран, Адевунми сыграл скрулла Бито, а Финнеран — учёную Розу Далтон. Ричард Дормер сыграл агента Прескода.
В сентябре 2021 года Хлоя Беннет, исполнившая роль Дейзи Джонсон / Дрожь в «Агентах „Щ.И.Т.“», заявила, что не принимает участие в сериале. Это стало ответом актрисы на «безудержные спекуляции», появившиеся из-за важности персонажа в комиксной сюжетной арке и из-за того, что Беннет в августе 2021 года покинула пилотный эпизод игрового перезапуска мультсериала «Суперкрошки» из-за конфликта в расписании.

### Дизайн

#### Декорации и костюмы
Художником-постановщиком сериала выступает Фрэнк Уолш, а дизайнером костюмов — Клэр Андерсон. В «Секретном вторжении» Фьюри не носит свою повязку на глазу, что Джексон посчитал выбором персонажа. Он объяснил это так: «Повязка — это символ того, каким сильным был Фьюри. Теперь это знак его уязвимости. Вы смотрите на неё и видите, что не такой уж он и неистребимый. Он вообще себя таковым не считает». Кроме того, Смолдерс объяснила изменение её костюма по сравнению с предыдущими появлениями, сменившегося с «готового к сражению глянцевого» образа в туфлях на высоких каблуках и облегающем трико на более заурядный стиль с джинсами и футболками.

#### Заставка
Вступительные титры были созданы компанией Method Studios с помощью генеративного искусственного интеллекта, что вызвало резко отрицательную реакцию пользователей Интернета. Некоторые посчитали неудачным стечением обстоятельств выход сериала во время забастовки Гильдии сценаристов США, когда главной проблемой было использование искусственного интеллекта вместо труда живых людей. В ответ на критику Method Studios заявила, что ИИ — «лишь один из множества различных инструментов, использованных нашими художниками» для придания сериалу особенного образа и что ИИ не «заменил» никого из художников. В заявлении также уточнялось, что многие элементы заставки были созданы с помощью традиционных средств и технологий, а ИИ использовался лишь для создания «таинственного и инопланетного образа», который, по мнению съёмочной группы, «идеально совпадает с общей темой проекта и желанной эстетикой».

### Съёмки
Съёмки начались 1 сентября 2021 года в Лондоне под рабочим названием «Джамбалайя» («Jambalaya»), Селим поставил все эпизоды, оператором выступил Реми Адефарасин. Ранее начало производства было намечено на середину августа того же года. Сэмюэл Л. Джексон начал снимать свои сцены 14 октября, после того как он закончил работать над «Капитаном Марвел 2», съёмки которого проходили в то же время в Лондоне. Съёмки проходили в английском графстве Уэст-Йоркшир, в том числе в Лидсе 22 января, Хаддерсфилде 24 января и Галифаксе в Piece Hall с 24 по 31 января. Некоторые сцены были сняты на вокзале Ливерпуль-стрит 28 февраля. Работа со звуком, состоящая из семи этапов, прошла на студии Pinewood Studios, а также в Hallmark House. Съёмки завершились 25 апреля 2022 года. Ожидалось, что дополнительные съёмки также пройдут по всей Европе.
В середине июня 2022 года Джексон раскрыл, что примет участие в лондонских пересъёмках сериала в августе после подобных пересъёмок фильма «Капитан Марвел 2». В конце июля Макдональд вернулся в Лондон на пересъёмки, которые, по его словам, сделали сериал «лучше» и позволили погрузиться в него «намного глубже, чем раньше». Он также отметил, что для работы над дополнительным материалом был нанят новый сценарист. Пересъёмки были завершены к 12 августа 2022 года, а в конце сентября Кларк снялась в нескольких сценах в Лондоне. Во время дополнительных съёмок, продлившихся четыре месяца, оператором выступил Эбен Болтер.

### Завершение производства
Мелисса Лосон Чон, Пит Бьёдро, Мелисса Лосон Чон, Дрю Килкоин и Джеймс Стэнджер стали монтажёрами сериала, Джорджина Стрит — продюсером визуальных эффектов, а Аарон Борланд — супервайзером визуальных эффектов. За графику в сериале отвечали студии Digital Domain, FuseFX, Luma Pictures, MARZ, One of Us, Zoic Studios и Cantina Creative.

### Музыка
В феврале 2023 года стало известно, что композитором сериала стал Крис Бауэрс. 20 июня 2023 года лейблы Marvel Music и Hollywood Records выпустили композицию «Nick Fury (Main Title Theme)», ставшую заглавной темой сериала.
Вся музыка написана Крисом Бауэрсом.
| №                   | Название                       | Длительность |
| ------------------- | ------------------------------ | ------------ |
| 1.                  | «Nick Fury (Main Title Theme)» | 2:04         |
| 2.                  | «He's One of Them»             | 3:03         |
| 3.                  | «Stolen Identity»              | 2:02         |
| 4.                  | «Moscow Madness»               | 4:41         |
| 5.                  | «Child Survivor»               | 3:39         |
| 6.                  | «The Promise»                  | 3:20         |
| 7.                  | «They're All Spies»            | 4:17         |
| 8.                  | «Sonya»                        | 2:28         |
| 9.                  | «A Need for Vengeance»         | 4:09         |
| 10.                 | «Shootout»                     | 2:35         |
| 11.                 | «I Choose Blood»               | 5:34         |
| 12.                 | «Blown Cover»                  | 9:25         |
| Общая длительность: | Общая длительность:            | 47:00        |

Вся музыка написана Крисом Бауэрсом.
| №                   | Название                | Длительность |
| ------------------- | ----------------------- | ------------ |
| 1.                  | «Gravik»                | 1:43         |
| 2.                  | «Ambush»                | 7:02         |
| 3.                  | «Beloved»               | 3:00         |
| 4.                  | «Be Your Enemy»         | 4:47         |
| 5.                  | «Operatives Assembly»   | 3:49         |
| 6.                  | «Hello Skrulls»         | 2:46         |
| 7.                  | «Nothing But a Monster» | 2:11         |
| 8.                  | «The Harvest»           | 3:57         |
| 9.                  | «Funeral Pyre»          | 1:35         |
| 10.                 | «House Ambush»          | 1:39         |
| 11.                 | «This Is Personal»      | 4:04         |
| 12.                 | «The Last Stand»        | 3:22         |
| 13.                 | «Leave Earth Alone»     | 3:33         |
| 14.                 | «Super Skrulls»         | 5:21         |
| 15.                 | «Come with Me»          | 3:17         |
| 16.                 | «Take Off»              | 2:06         |
| Общая длительность: | Общая длительность:     | 54:00        |

## Маркетинг
Первый видео-отрывок с образом Ника Фьюри из сериала был опубликован 12 ноября 2021 года, в день Disney+. Больше кадров из сериала было представлено в июле 2022 года на San Diego Comic-Con. Адам Б. Вэри из Variety сказал, что кадры доставили ему «повсеместное ощущение… паранойи и дурного предчувствия», посчитав, что сериал будет соответствовать увеличенной «антигероической линии», на которой строится Пятая фаза киновселенной. Первый трейлер сериала был представлен 10 сентября 2022 года на D23 Expo. Журналист Polygon Остен Гослин посчитал, что трейлер является «по большей части рекапом сюжета», а Энтони Брезникан из Vanity Fair отметил наличие обоих глаз у Фьюри и сказал, что «теперь он перестал полагаться на других при спасении мира». Тамера Джонс из Collider сочла трейлер «полным действия, взрывов и интриг и отдающим духом шпионской темы, нежели весёлой параноидальной загадки».
Официальный трейлер был показан 2 апреля 2023 года во время трансляции телепередачи Sunday Night Baseball на телеканале ESPN. Журналист Collider Эдидион Мбохо посчитала, что этот трейлер, как и первый, «пробуждает трепет и восторг» и доставляет «то самое чувство актуальности и паранойи от вторжения скруллов». Мбохо похвалила трейлер за то, что тот показал звёздный актёрский состав сериала, при этом «не так сильно отдаляясь» от сюжета. Дейз Джонстон из Inverse почувствовала, что каждый кадр из трейлера показывает «яркую, но твёрдую шпионскую историю, которая меняет силы и остроту из прошлых работ на изобретательность и стратегию, благодаря которым известен Ник Фьюри». Сэм Барсанти из The A.V. Club увидел в трейлере «больше физической и психологической цены, которую Фьюри заплатил в своей жизни». В начале 2023 года в рамках вирусного маркетинга был создан сайт, на котором были размещены пятиминутный отрывок из первого эпизода и новый трейлер сериала. Сайт скрыт, но к нему можно получить доступ с помощью зашифрованных изображений на официальной странице сериала в Твиттере, которые дают подсказки для того, чтобы узнать пароль от сайта.

## Премьера
Премьера сериала «Секретное вторжение» с красной ковровой дорожкой состоялась 13 июня 2023 года. Сериал вышел на Disney+ 21 июня 2023 года и состоит из шести эпизодов. Ранее релиз был запланирован на весну 2023 года. Проект стал первым сериалом Пятой фазы КВМ.

## Реакция

### Отзывы критиков
На сайте-агрегаторе рецензий Rotten Tomatoes сериал имеет рейтинг 59 % со средней оценкой 6,35 / 10, основанный на 169 отзывах. Консенсус сайта гласит: «Заслуженное место под солнцем для Сэмюэла Л. Джексона, „Секретное вторжение“ после слегка медленного начала постепенно уводит КВМ в более мрачном, более взрослом направлении». Metacritic, выставляющий оценки по среднему арифметическому взвешенному, присвоил сериалу 63 балла из 100 на основе 24 отзывов, что соответствует статусу «в основном положительные отзывы».
Журналист Empire Ричард Ньюби оценил сериал на 4 звезды из 5, посчитав его «захватывающей, напряжённой драмой, которая даёт актёрам тяжёлый материал и заставляет зрителей заглянуть за пределы блеска супергероизма». Ньюби решил, что сериал «резко свернул в сторону» от чувства комфорта от просмотра проектов КВМ в прошлом в связи с демонстрацией таких взрослых тем, как терроризм и пытки.

### Награды и номинации
В 2023 году «Секретное вторжение» было номинировано на премию «Золотой трейлер» в категории «Лучший фэнтезийно-приключенческий сериал для телевидения / стриминга».

## Будущее
В сентябре 2022 года Файги заявил, что «Секретное вторжение» станет подводкой к событиям фильма «Войны в доспехах» (который изначально разрабатывался как сериал), где Чидл также повторит роль Роудса. «Капитан Марвел 2», где Джексон вернётся к роли Фьюри, продолжит как сюжет «Секретного вторжения», так и нити повествования, впервые затронутые в фильме «Мстители: Финал» (2019) и сериалах «Ванда/Вижн» (2021) и «Мисс Марвел» (2022).

## Комментарии
1. ↑  Эбен Болтер был оператором в период дополнительных съёмок, продолжавшихся около четырёх месяцев[1].
2. ↑  Что обещали сделать Ник Фьюри и Кэрол Дэнверс в фильме «Капитан Марвел» (2019).
3. ↑  События фильма «Человек-паук: Вдали от дома» (2019).
4. ↑  Через два года после событий фильма «Капитан Марвел» (2019).
5. ↑  В данных компьютера обнаруживаются образцы ростков Грута, частей Ледяного великана, рука Кулла Обсидиана и образцы сыворотки «Экстремис».
6. ↑  События фильма «Мстители: Финал» (2019).